# Верховский район
Верховский район — административно-территориальная единица (район) и муниципальное образование (муниципальный район) в Орловской области России.
Площадь — 1077,31 км². Население — 14 730 чел. (2023). Административный центр — посёлок городского типа Верховье.

## География
Район расположен в восточной части Орловской области.
Время
Верховский район, как и вся Орловская область, находится в часовой зоне МСК (московское время). Смещение применяемого времени относительно UTC составляет +3:00.

### Климат
Климат района умеренно—континентальный (в классификации Кёппена — Dfb). Удалённость от моря и  взаимодействующие между собой северо-западные океанические и восточные континентальные массы воздуха определяют характер погоды. Зима умеренно прохладная. Периодически похолодания меняются оттепелями. Лето неустойчивое, со сменяющимися периодами сильной жары и прохлады.
Атмосферные осадки выпадают в умеренном количестве, по месяцам распределяются неравномерно — наибольшее их количество выпадает в летнее время.
Водные ресурсы
Основные реки — Труды, Пшевка, Любовша.

## История
- Район образован в 30 июля 1928 года в составе Орловского округа Центрально-Чернозёмной области.
- 13 июня 1934 года после ликвидации Центрально-Чернозёмной области район вошёл в состав вновь образованной Курской области.
- С 27 сентября 1937 года район в составе вновь образованной Орловской области.
- В феврале 1963 года район был упразднен. Рабочий посёлок Верховье с городом Новосиль составили Верховский промышленный район, а сельские населённые пункты вошли в состав Новодеревеньковского сельского района.
- 12 января 1965 года упразднено деление на сельские и промышленные районы. Ликвидирован Верховский промышленный район, восстановлен Верховский район, в его состав вошла также территория бывшего Русско-Бродского района[4].

## Население
| 1959    | 1970    | 1979    | 1989    | 2002    | 2009    | 2010    | 2012    | 2013    |
| ------- | ------- | ------- | ------- | ------- | ------- | ------- | ------- | ------- |
| 16 784  | ↗34 003 | ↘27 710 | ↘24 888 | ↘21 384 | ↘20 123 | ↘17 283 | ↘16 758 | ↘16 530 |
| 2014    | 2015    | 2016    | 2017    | 2018    | 2019    | 2020    | 2021    | 2023    |
| ↘16 385 | ↘16 042 | ↘15 595 | ↘15 490 | ↘15 366 | ↘15 115 | ↘14 943 | ↗15 122 | ↘14 730 |

### Урбанизация
В городских условиях (пгт Верховье) проживают 47,88 % населения района.

### Национальный состав
По итогам переписи населения 2020 года проживали следующие национальности (национальности менее 0,1 % и другое, см. в сноске к строке «Другие»):
| Национальность | Численность, чел. | Доля     |
| -------------- | ----------------- | -------- |
| Русские        | 14 261            | 94,31 %  |
| Езиды          | 109               | 0,72 %   |
| Цыгане         | 52                | 0,34 %   |
| Украинцы       | 49                | 0,32 %   |
| Таджики        | 36                | 0,24 %   |
| Чеченцы        | 34                | 0,22 %   |
| Армяне         | 31                | 0,20 %   |
| Азербайджанцы  | 31                | 0,20 %   |
| Аварцы         | 18                | 0,12 %   |
| Другие         | 501               | 3,33 %   |
| Итого          | 15 122            | 100,00 % |

## Административно-муниципальное устройство
Верховский район в рамках административно-территориального устройства включает 10 сельсоветов и 1 посёлок городского типа
В рамках организации местного самоуправления на территории района созданы 11 муниципальных образований, в том числе 1 городское и 10 сельских поселений:
| №  | Муниципальное образование           | Административный центр | Количество населённых пунктов | Население (чел.) | Площадь (км²) |
| -- | ----------------------------------- | ---------------------- | ----------------------------- | ---------------- | ------------- |
| 1  | городское поселение Верховье        | пгт Верховье           | 1                             | ↘7053            | 4,58          |
| 2  | Васильевское сельское поселение     | посёлок Скорятино      | 26                            | ↘579             | 118,00        |
| 3  | Галичинское сельское поселение      | посёлок Суровцев       | 24                            | ↘2165            | 221,27        |
| 4  | Коньшинское сельское поселение      | село Коньшино          | 16                            | ↘223             | 71,62         |
| 5  | Корсунское сельское поселение       | село Корсунь           | 9                             | ↘424             | 95,88         |
| 6  | Нижне-Жерновское сельское поселение | деревня Капитановка    | 8                             | ↘278             | 83,84         |
| 7  | Песоченское сельское поселение      | деревня Сухотиновка    | 8                             | ↘150             | 60,72         |
| 8  | Русско-Бродское сельское поселение  | село Русский Брод      | 21                            | ↘2098            | 158,84        |
| 9  | Скородненское сельское поселение    | село Скородное         | 4                             | ↘383             | 44,95         |
| 10 | Теляженское сельское поселение      | село Теляжье           | 8                             | ↘683             | 125,60        |
| 11 | Туровское сельское поселение        | деревня Туровка        | 6                             | ↘694             | 87,11         |

## Населённые пункты
В Верховском районе 131 населённый пункт.
| №   | Населённый пункт      | Тип     | Население | Муниципальное образование           |
| --- | --------------------- | ------- | --------- | ----------------------------------- |
| 1   | Алексеевка            | деревня | 0         | Галичинское сельское поселение      |
| 2   | Алексеевка            | деревня | 29        | Коньшинское сельское поселение      |
| 3   | Архангельский         | хутор   | 21        | Коньшинское сельское поселение      |
| 4   | Березовец             | деревня | 10        | Русско-Бродское сельское поселение  |
| 5   | Бобровка              | деревня | 19        | Коньшинское сельское поселение      |
| 6   | Большая Гурьевка      | деревня | 0         | Русско-Бродское сельское поселение  |
| 7   | Большая Дорога        | деревня | 14        | Коньшинское сельское поселение      |
| 8   | Большая Дорога        | посёлок | 22        | Русско-Бродское сельское поселение  |
| 9   | Большой Синковец      | деревня | ↘261      | Васильевское сельское поселение     |
| 10  | Борки                 | посёлок | 61        | Русско-Бродское сельское поселение  |
| 11  | Булгаровка            | посёлок | 41        | Нижне-Жерновское сельское поселение |
| 12  | Васильевка            | село    | ↘85       | Васильевское сельское поселение     |
| 13  | Васильевский          | посёлок | ↘199      | Васильевское сельское поселение     |
| 14  | Верхнее Жилино        | деревня | 1         | Васильевское сельское поселение     |
| 15  | Верхне-Залегощенский  | посёлок | 9         | Корсунское сельское поселение       |
| 16  | Верхняя Залегощь      | село    | ↘292      | Корсунское сельское поселение       |
| 17  | Верховье              | деревня | ↘290      | Галичинское сельское поселение      |
| 18  | Верховье              | пгт     | ↘7053     | городское поселение Верховье        |
| 19  | Ворогушино            | деревня | ↘17       | Туровское сельское поселение        |
| 20  | Галичье               | село    | ↗138      | Галичинское сельское поселение      |
| 21  | Глинка                | деревня | 0         | Корсунское сельское поселение       |
| 22  | Головинка             | посёлок | 0         | Васильевское сельское поселение     |
| 23  | Головище              | посёлок | 12        | Коньшинское сельское поселение      |
| 24  | Грачёвка              | посёлок | 0         | Васильевское сельское поселение     |
| 25  | Грязное               | деревня | ↘464      | Галичинское сельское поселение      |
| 26  | Даменка               | деревня | ↘64       | Скородненское сельское поселение    |
| 27  | Дегтярень             | деревня | 29        | Галичинское сельское поселение      |
| 28  | Дедово                | деревня | ↘133      | Галичинское сельское поселение      |
| 29  | Дичня                 | село    | ↘8        | Туровское сельское поселение        |
| 30  | Дмитриевка            | деревня | 9         | Васильевское сельское поселение     |
| 31  | Дмитриевка            | деревня | 13        | Галичинское сельское поселение      |
| 32  | Долгое                | деревня | ↘629      | Галичинское сельское поселение      |
| 33  | Елагино               | деревня | 6         | Васильевское сельское поселение     |
| 34  | Желевая Дубрава       | деревня | 23        | Коньшинское сельское поселение      |
| 35  | Желтухино             | деревня | 0         | Коньшинское сельское поселение      |
| 36  | Ивановка              | деревня | 41        | Васильевское сельское поселение     |
| 37  | Ивановка              | деревня | ↘0        | Галичинское сельское поселение      |
| 38  | Ильинка               | деревня | 15        | Васильевское сельское поселение     |
| 39  | Калчанка              | деревня | 33        | Нижне-Жерновское сельское поселение |
| 40  | Каменка               | деревня | 52        | Русско-Бродское сельское поселение  |
| 41  | Каменка               | село    | ↘162      | Туровское сельское поселение        |
| 42  | Каменный              | посёлок | 1         | Нижне-Жерновское сельское поселение |
| 43  | Капитановка           | деревня | ↘271      | Нижне-Жерновское сельское поселение |
| 44  | Карповка              | деревня | ↘193      | Галичинское сельское поселение      |
| 45  | Ключики               | посёлок | 5         | Скородненское сельское поселение    |
| 46  | Кобзевка              | деревня | ↘108      | Русско-Бродское сельское поселение  |
| 47  | Колодезьский          | посёлок | 1         | Васильевское сельское поселение     |
| 48  | Колодецкий            | посёлок | 0         | Туровское сельское поселение        |
| 49  | Колчанка              | деревня | 18        | Коньшинское сельское поселение      |
| 50  | Коммуна               | деревня | 0         | Корсунское сельское поселение       |
| 51  | Коньшино              | село    | ↘180      | Коньшинское сельское поселение      |
| 52  | Корсунь               | село    | ↘164      | Корсунское сельское поселение       |
| 53  | Корытенка             | село    | 19        | Васильевское сельское поселение     |
| 54  | Красное               | село    | 52        | Теляженское сельское поселение      |
| 55  | Круглое               | деревня | ↘30       | Галичинское сельское поселение      |
| 56  | Крутовское            | деревня | 1         | Корсунское сельское поселение       |
| 57  | Крутое                | деревня | 6         | Васильевское сельское поселение     |
| 58  | Кручь                 | посёлок | 15        | Теляженское сельское поселение      |
| 59  | Кубановка             | деревня | 15        | Туровское сельское поселение        |
| 60  | Кубань                | посёлок | 0         | Коньшинское сельское поселение      |
| 61  | Кутузовка             | деревня | 1         | Васильевское сельское поселение     |
| 62  | Ленинский             | посёлок | 14        | Теляженское сельское поселение      |
| 63  | Лимовое               | деревня | 8         | Теляженское сельское поселение      |
| 64  | Липатовка             | деревня | 0         | Русско-Бродское сельское поселение  |
| 65  | Львовка               | деревня | 16        | Коньшинское сельское поселение      |
| 66  | Малая Гурьевка        | деревня | 31        | Русско-Бродское сельское поселение  |
| 67  | Малый Кривец          | деревня | 23        | Коньшинское сельское поселение      |
| 68  | Малый Синковец        | деревня | 1         | Васильевское сельское поселение     |
| 69  | Мартыновка            | деревня | ↘14       | Песоченское сельское поселение      |
| 70  | Массали               | деревня | 12        | Галичинское сельское поселение      |
| 71  | Миллионный            | посёлок | 7         | Галичинское сельское поселение      |
| 72  | Михайловский          | посёлок | 0         | Васильевское сельское поселение     |
| 73  | Моховка               | деревня | ↘37       | Песоченское сельское поселение      |
| 74  | Моховое               | деревня | ↘6        | Галичинское сельское поселение      |
| 75  | Мочилы                | деревня | ↘68       | Русско-Бродское сельское поселение  |
| 76  | Нижние Мочилы         | деревня | 5         | Русско-Бродское сельское поселение  |
| 77  | Нижний Жерновец       | село    | 31        | Нижне-Жерновское сельское поселение |
| 78  | Нижняя Любовша        | посёлок | 23        | Русско-Бродское сельское поселение  |
| 79  | Никольский            | посёлок | 7         | Васильевское сельское поселение     |
| 80  | Никольское            | деревня | ↘0        | Корсунское сельское поселение       |
| 81  | Новая                 | деревня | 8         | Коньшинское сельское поселение      |
| 82  | Новая                 | деревня | ↘78       | Песоченское сельское поселение      |
| 83  | Новая                 | деревня | 12        | Русско-Бродское сельское поселение  |
| 84  | Огороженое            | деревня | 0         | Нижне-Жерновское сельское поселение |
| 85  | Озёрки                | деревня | 0         | Галичинское сельское поселение      |
| 86  | Осинник               | посёлок | 13        | Русско-Бродское сельское поселение  |
| 87  | Пеньшино              | село    | ↘234      | Русско-Бродское сельское поселение  |
| 88  | Первомайский          | посёлок | 47        | Скородненское сельское поселение    |
| 89  | Песочное              | село    | ↘93       | Песоченское сельское поселение      |
| 90  | Покровская            | деревня | 7         | Галичинское сельское поселение      |
| 91  | Полянская Дача        | посёлок | 4         | Васильевское сельское поселение     |
| 92  | Пречистенка           | посёлок | 0         | Васильевское сельское поселение     |
| 93  | Приволье              | посёлок | 0         | Нижне-Жерновское сельское поселение |
| 94  | Прусынок              | деревня | ↘233      | Русско-Бродское сельское поселение  |
| 95  | Пушино                | посёлок | 5         | Васильевское сельское поселение     |
| 96  | Раевка                | деревня | 8         | Галичинское сельское поселение      |
| 97  | Рассвет               | посёлок | 28        | Русско-Бродское сельское поселение  |
| 98  | Ровнец                | село    | ↘56       | Нижне-Жерновское сельское поселение |
| 99  | Рогозино              | деревня | ↘74       | Корсунское сельское поселение       |
| 100 | Ртищево               | село    | 5         | Русско-Бродское сельское поселение  |
| 101 | Русский Брод          | село    | ↘2008     | Русско-Бродское сельское поселение  |
| 102 | Свидеровка            | деревня | 6         | Коньшинское сельское поселение      |
| 103 | Семёновка             | деревня | 1         | Галичинское сельское поселение      |
| 104 | Сидоровка             | деревня | 15        | Коньшинское сельское поселение      |
| 105 | Синковец              | деревня | ↘0        | Галичинское сельское поселение      |
| 106 | Скородное             | село    | ↘287      | Скородненское сельское поселение    |
| 107 | Скорятино             | посёлок | ↘155      | Васильевское сельское поселение     |
| 108 | Среднее               | село    | ↘109      | Галичинское сельское поселение      |
| 109 | Старшино              | посёлок | 1         | Теляженское сельское поселение      |
| 110 | Степановка            | деревня | 0         | Галичинское сельское поселение      |
| 111 | Стрелка               | деревня | 0         | Русско-Бродское сельское поселение  |
| 112 | Строкино              | деревня | ↘0        | Песоченское сельское поселение      |
| 113 | Суровцев              | посёлок | 434       | Галичинское сельское поселение      |
| 114 | Сухоголовище          | деревня | ↘0        | Песоченское сельское поселение      |
| 115 | Суходолье             | деревня | ↘6        | Песоченское сельское поселение      |
| 116 | Сухотиновка           | село    | 21        | Галичинское сельское поселение      |
| 117 | Сухотиновка           | деревня | ↘41       | Песоченское сельское поселение      |
| 118 | Татарский Брод        | деревня | 1         | Коньшинское сельское поселение      |
| 119 | Теляжье               | село    | ↘473      | Теляженское сельское поселение      |
| 120 | Толстовка             | посёлок | 0         | Васильевское сельское поселение     |
| 121 | Троицкое              | село    | ↘405      | Теляженское сельское поселение      |
| 122 | Труды                 | деревня | ↘34       | Галичинское сельское поселение      |
| 123 | Туровка               | деревня | ↘458      | Туровское сельское поселение        |
| 124 | Утренняя Заря         | посёлок | 28        | Васильевское сельское поселение     |
| 125 | Фёдоровка             | деревня | 12        | Васильевское сельское поселение     |
| 126 | Фёдоровка             | деревня | 7         | Корсунское сельское поселение       |
| 127 | Хитрово               | деревня | 14        | Васильевское сельское поселение     |
| 128 | Шатилово              | деревня | 15        | Васильевское сельское поселение     |
| 129 | Юдинка                | деревня | 5         | Теляженское сельское поселение      |
| 130 | Юрты Ливенские        | деревня | 18        | Русско-Бродское сельское поселение  |
| 131 | Юрты Нижне-Жерновские | деревня | 58        | Русско-Бродское сельское поселение  |

Упразднённые населённые пункты:
- 2004 год — деревня Николаевка Васильевского сельсовета, деревня Дубровка и поселок Доброводский Русско-Бродского сельсовета.

## Транспорт

### Автомобильный

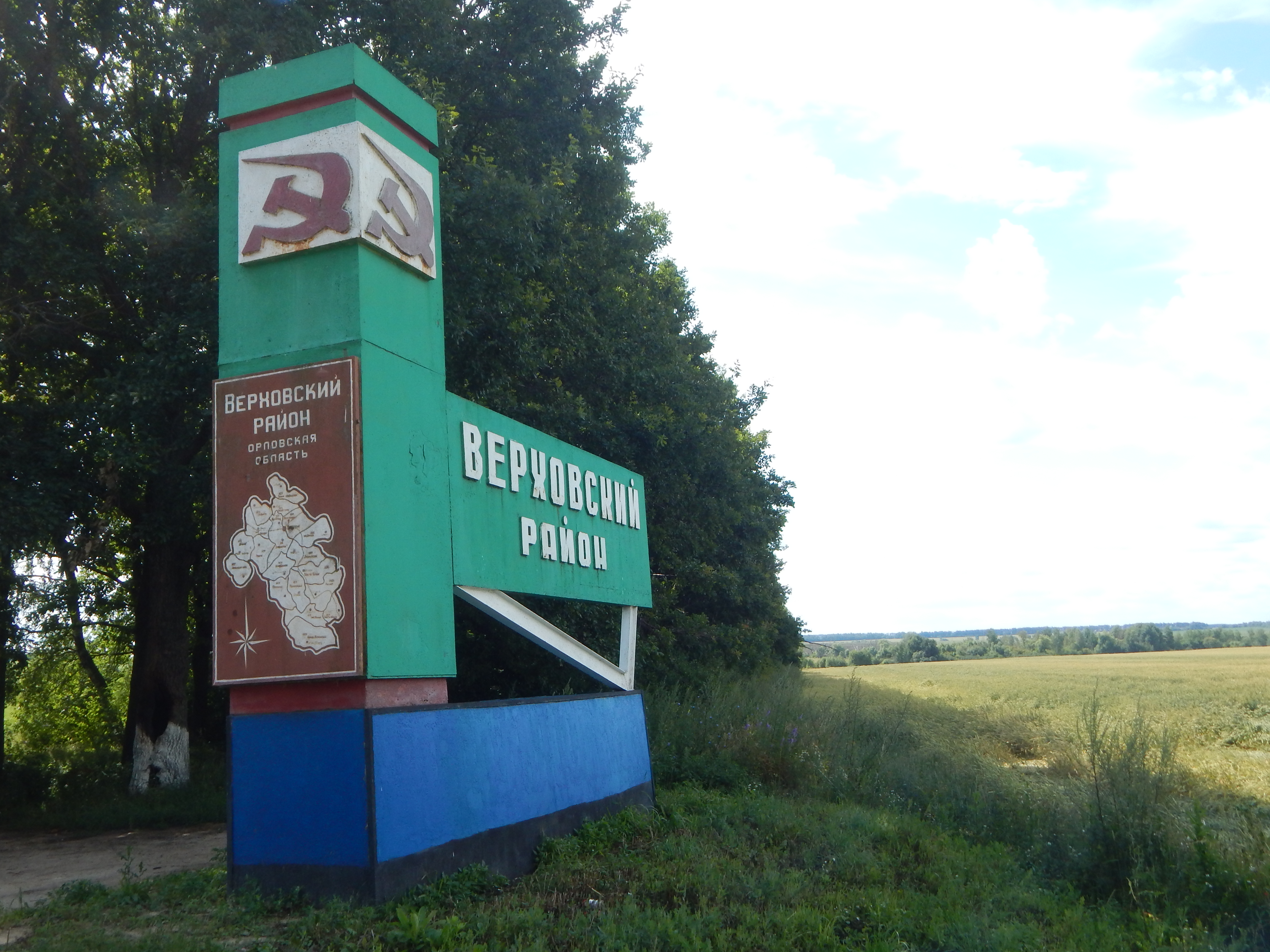
Граница с Залегощенским районом

Дороги Верховского района имеют разную классификацию.
Дороги регионального значения:
- 54К-4 Покровское — Верховье
- 54К-5 Ливны — Русский Брод — Верховье
- 54К-6 Залегощь — Верховье — Хомутово — Красная Заря

Так же основными дорогами межмуниципального значения являются:
- 54К-37
- 54К-38
- 54К-39
- 54К-40
- 54К-41
- 54К-42
- 54К-43
- 54К-44
- 54К-45
- 54К-46
- 54К-47
- 54К-48

### Железнодорожный
По территории района пролегают однопутные неэлектрифицированные линии:
- Орёл — Елец
- Верховье — Ливны

Основной железнодорожный терминал — станция Верховье.